# Tierra de dragones
Tierra de dragones es una novela de fantasía épica, creada por James A. Owen, que se publicó en España en 2007, bajo la editorial Destino (del Grupo Planeta). Su título original es Here, There Be Dragons, publicada por primera vez en Simon and Schuster Books for Young Readers.

## Argumento
Tierra de dragones nos descubre una Inglaterra en la Primera Guerra Mundial. Un profesor de Oxford muere en extrañas circunstancias y uno de sus discípulos recibe lo que parece ha sido el móvil del crimen, un curioso ejemplar de atlas, Imaginarium Geographica. Él y sus compañeros, Charles, Jack, Bert, Aven y Bicho recorrerán las tierras del Archipiélago de los Sueños para combatir la amenaza del Rey del Invierno. En él se encuentra la legendaria Atlántida, o Ávalon de la historia artúrica. El rey Arturo fue quien unificó el archipiélago, fundando un trono llamado La Silla de Plata. Durante sus aventuras, John encuentra aliados, como el dragón Samaranth, o el capitán Nemo. También conoce a extraños personajes, como Ordo Maas o El Cartógrafo de los Lugares Perdidos.